# Péribée fille d'Eurymédon
Pour les articles homonymes, voir Péribée.
Dans la mythologie grecque, Péribée ou Périboée (en grec ancien Περίβοια / Periboia) est la fille d'Eurymédon et la mère de Nausithoos, le fondateur du royaume des Phéaciens.
Homère, dans l'Odyssée, la présente comme « la plus belle des femmes » et la fille d'Eurymédon qui régnait sur les Géants. Elle s'unit à Poséidon, le dieu de la mer, et donna naissance à Nausithoos, le roi des Phéaciens.